# Weston-Super-Mare (canción de Andy Bell)
«Weston-Super-Mare» (Radio Super mix) es el undécimo sencillo del artista inglés de música electrónica Andy Bell. Es el primer sencillo extraído del álbum de mezclas Variance "The Torsten the Bareback Saint" remixes. La versión original aparece en la banda sonora del musical Torsten the Bareback Saint.

## Lista de temas
1.Weston-Super-Mare (Radio Super mix)